# Arum maculatum
Il gigaro scuro (Arum maculatum L.) è una piccola pianta erbacea dei sottoboschi appartenente alla famiglia delle Aracee.

## Etimologia
Il nome scientifico del genere (Arum) deriva dal greco aron (ma anche, secondo altre etimologie, dall'ebraico “ar”); in entrambi i casi questi due termini significano “calore” e si riferisce al fatto che queste piante quando sono in piena fioritura emettono calore (caratteristica particolare del genere). L'epiteto specifico (maculatum) si riferisce ai disegni macchiati sulle lamine fogliari.

Il binomio scientifico attualmente accettato (Arum maculatum) è stato proposto da Carl von Linné (1707 – 1778) biologo e scrittore svedese, considerato il padre della moderna classificazione scientifica degli organismi viventi, nella pubblicazione Species Plantarum del 1753.

## Descrizione

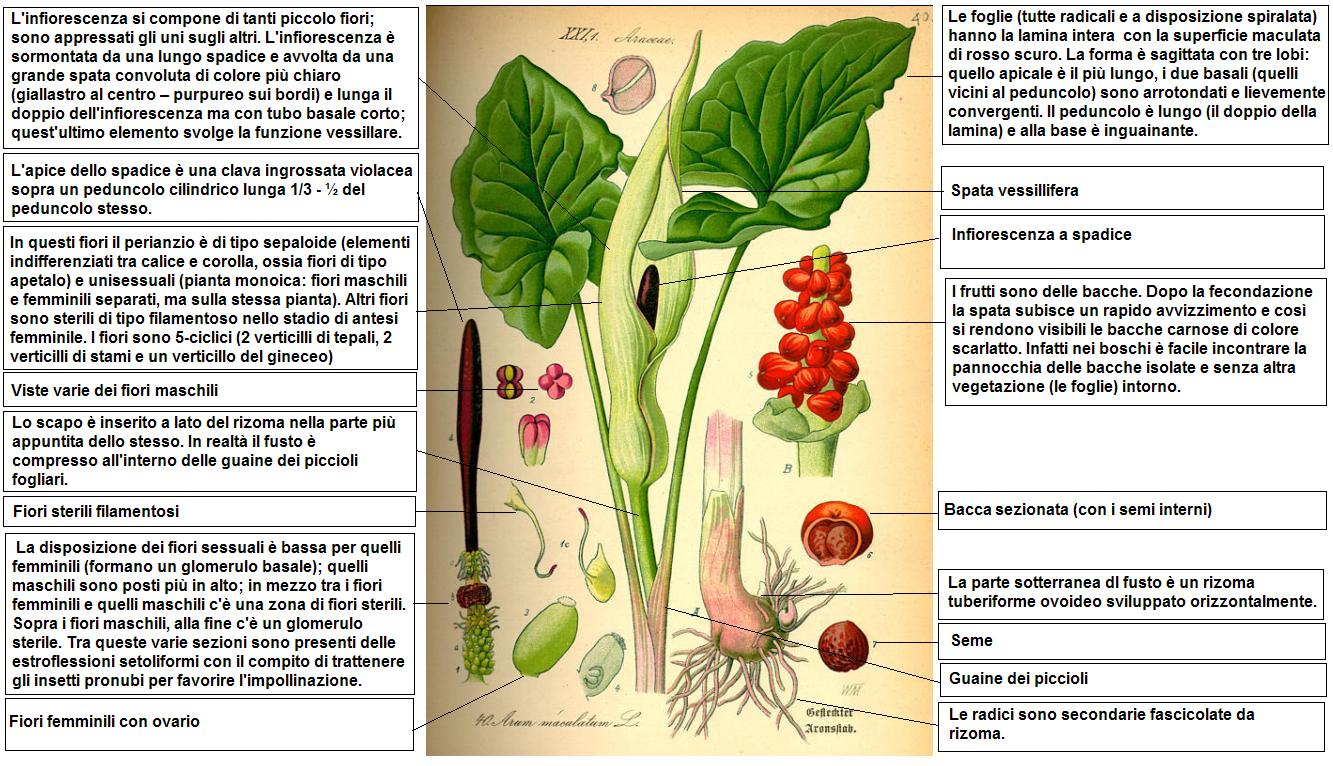
Descrizione delle parti della pianta

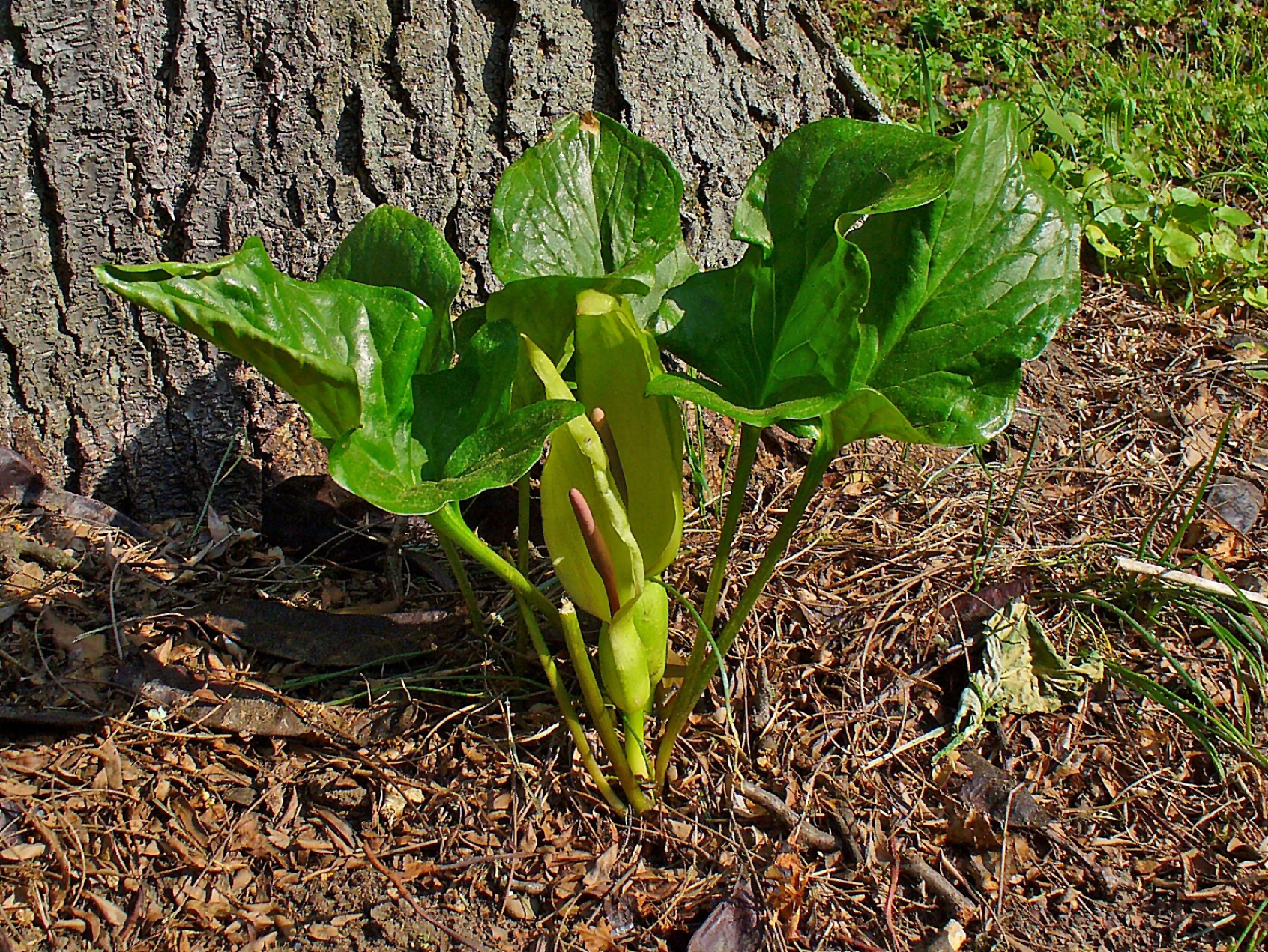
Il portamento

Sono piante non molto alte; l'altezza varia da 2 a 4 dm. La caratteristica più interessante di questa specie è la particolare forma dell'infiorescenza: uno spadice racchiuso da una grande spata affusolata. La forma biologica è geofita rizomatosa (G rhiz) o anche “geofita tuberosa”, ossia sono piante perenni erbacee che portano le gemme in posizione sotterranea. Durante la stagione avversa non presentano organi aerei e le gemme si trovano in organi sotterranei chiamati rizomi/tuberi (un fusto sotterraneo dal quale, ogni anno, si dipartono radici e fusti aerei). 

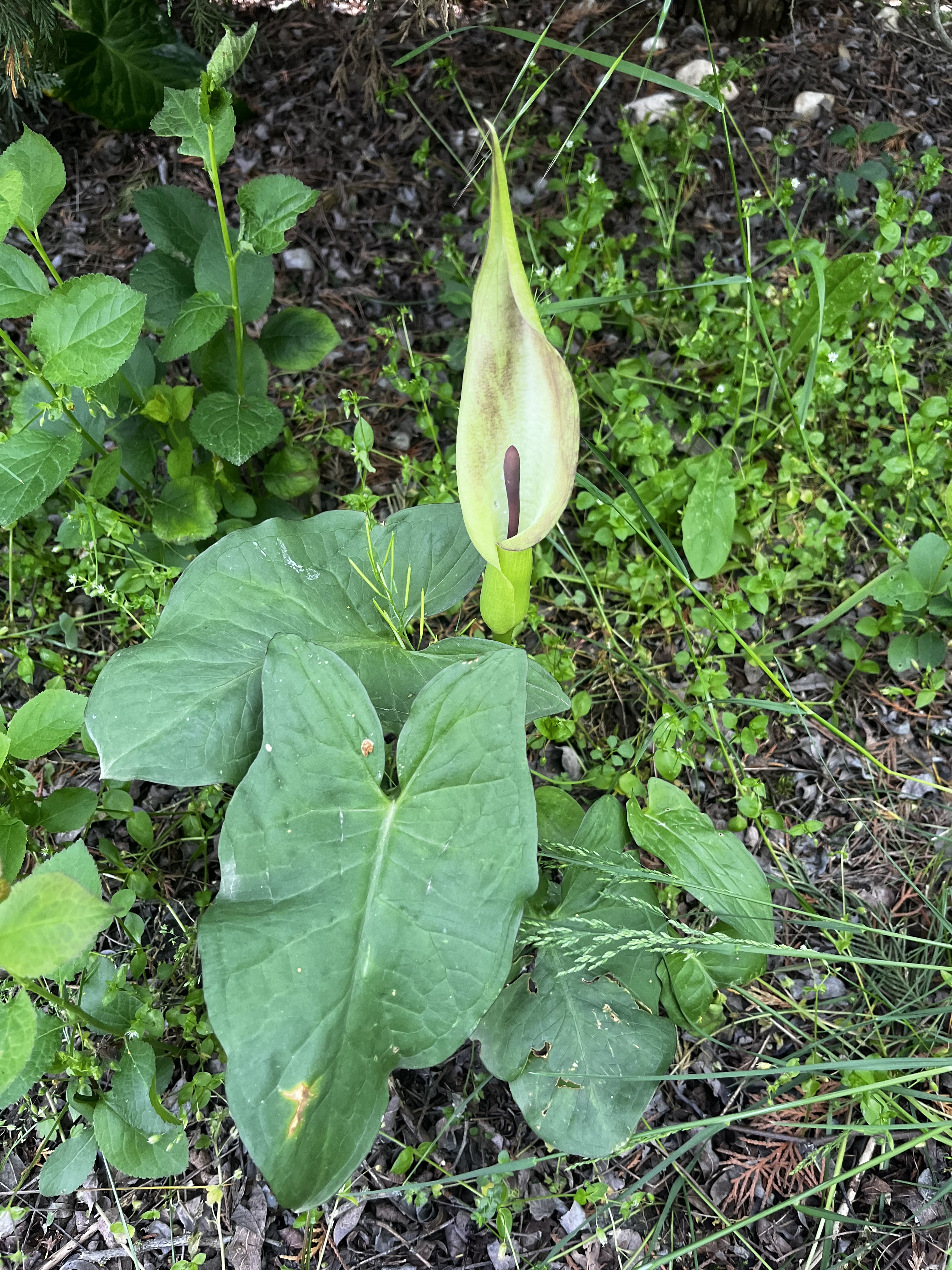

### Radici
Le radici sono secondarie fascicolate da rizoma.

### Fusto
- Parte ipogea: la parte sotterranea del fusto è un rizoma tuberiforme ovoideo sviluppato orizzontalmente.

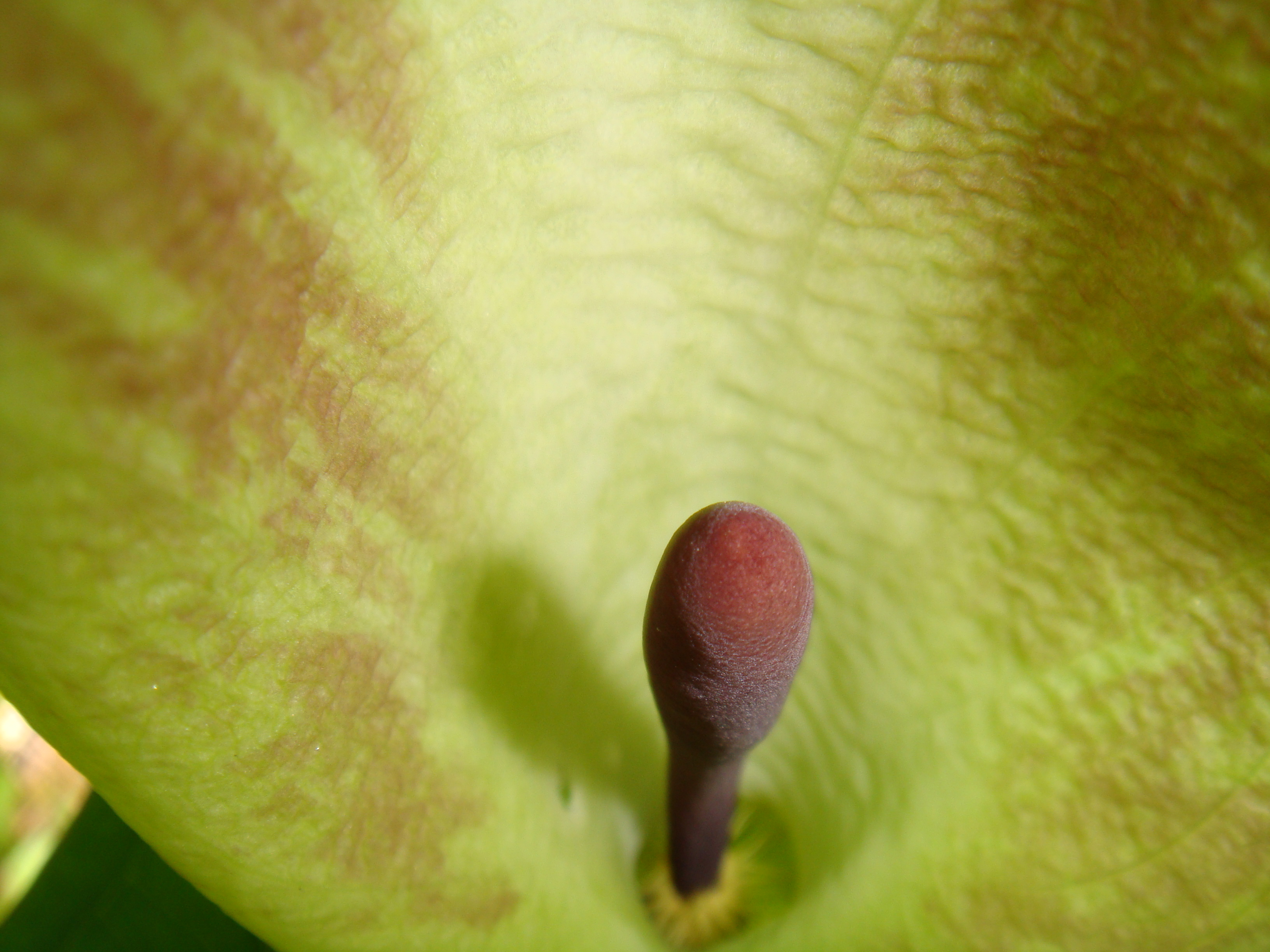
Ingrandimento spadice e spata

- Ingrandimento spadice e spataParte epigea: lo scapo (molto breve: 1/3 – 4/5 della spata) è inserito a lato del rizoma nella parte più appuntita dello stesso. In realtà il fusto è compresso all'interno delle guaine dei piccioli fogliari[3]. Lunghezza dello scapo: 10 – 15 cm.

### Foglie

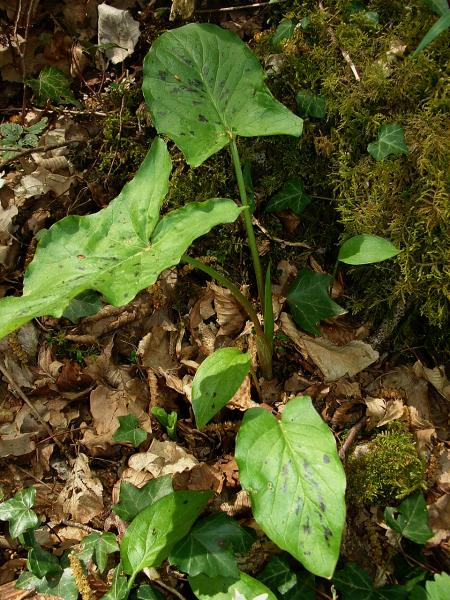
Le foglie

Le foglie (tutte radicali e a disposizione spiralata) hanno la lamina intera con la superficie maculata di rosso scuro. La forma è sagittata con tre lobi: quello apicale è il più lungo, i due basali (quelli vicini al picciolo) sono arrotondati e lievemente convergenti. Il picciolo è lungo (il doppio della lamina) e alla base è inguainante. Le foglie si sviluppano in primavera. Dimensione della lamina: larghezza 5 – 10 cm; lunghezza 10 – 20 cm.

### Infiorescenza

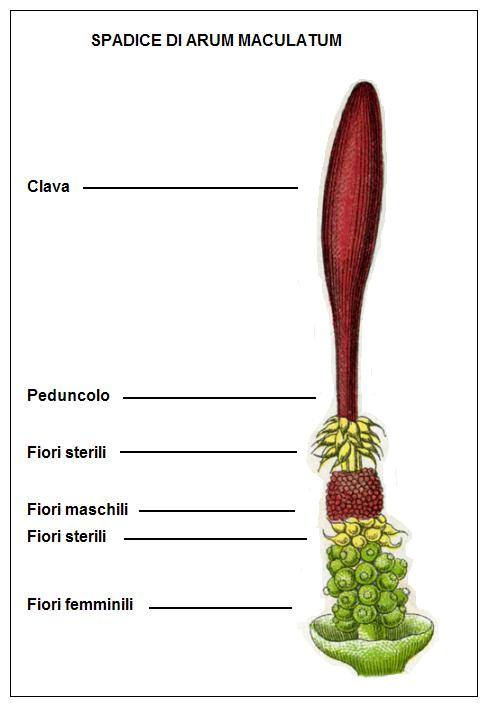
Descrizione dello spadice

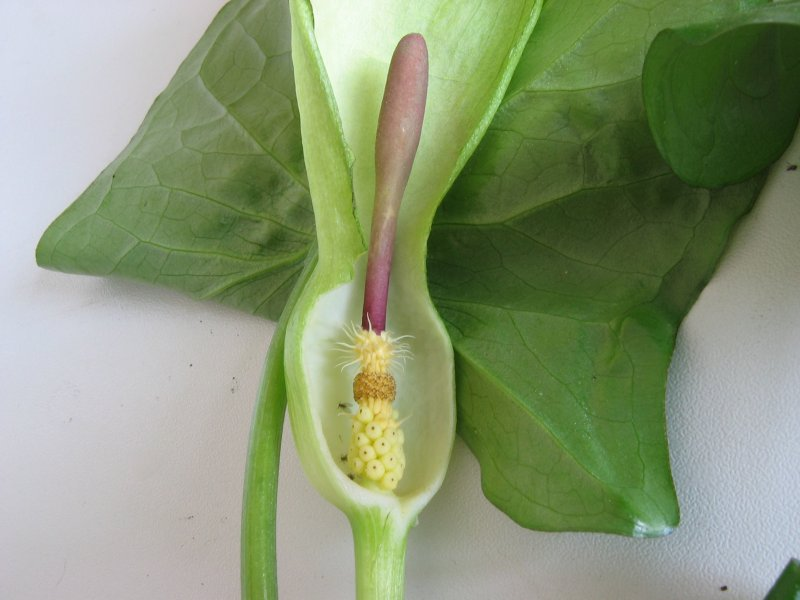
Infiorescenza

L'infiorescenza si compone di tanti piccolo fiori sessili; sono appressati gli uni sugli altri. L'infiorescenza è sormontata da un lungo spadice e avvolta da una grande spata convoluta di colore più chiaro (giallastro al centro – purpureo sui bordi) e lunga il doppio dell'infiorescenza ma con tubo basale corto; questa spata svolge la funzione vessillare. L'apice dello spadice è una clava ingrossata violacea sopra un peduncolo cilindrico lunga 1/3 - ½ del peduncolo stesso. La disposizione dei fiori sessuali è in basso per quelli femminili (formano un glomerulo basale); quelli maschili sono posti più in alto; in mezzo tra i fiori femminili e quelli maschili c'è una zona di fiori sterili. Sopra i fiori maschili, alla fine c'è un glomerulo sterile. Tra queste varie sezioni sono presenti delle estroflessioni setoliformi con il compito di trattenere gli insetti pronubi per favorire l'impollinazione. Lunghezza della spata: 10 – 25 cm. Lunghezza dello spadice: 4 – 6 cm

### Fiore

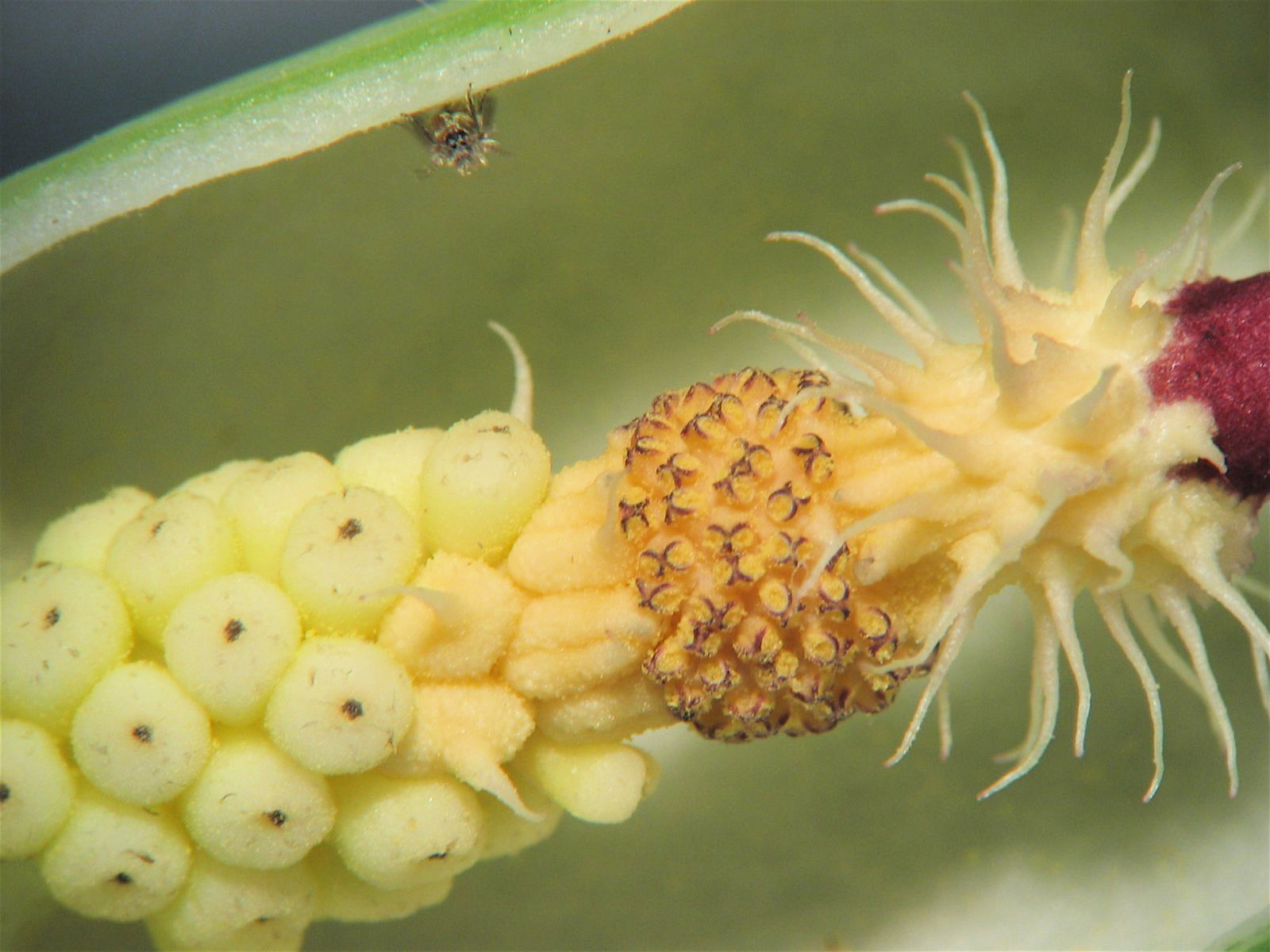
I fiori

In questi fiori il perianzio è di tipo sepaloide (gli elementi sono indifferenziati tra calice e corolla, ossia fiori di tipo apetalo) e unisessuali (pianta monoica: fiori maschili e femminili separati, ma sulla stessa pianta). Altri fiori sono sterili di tipo filamentoso nello stadio di antesi femminile. I fiori sono 5-ciclici (2 verticilli di tepali, 2 verticilli di stami e un verticillo del gineceo).
- Formula fiorale: per questa pianta viene indicata la seguente formula fiorale[5]:

* P 3+3, A 3+3, G (3) (supero)
- Perianzio: il perianzio è formato da due verticilli di tre tepali ciascuno.
- Androceo: gli stami sono 6 (tre interni e tre esterni).
- Gineceo: il gineceo è formato da tre carpelli saldati insieme con un ovario supero. Stilo con stigma unico.
- Fioritura: in primavera; da aprile a maggio

### Frutti

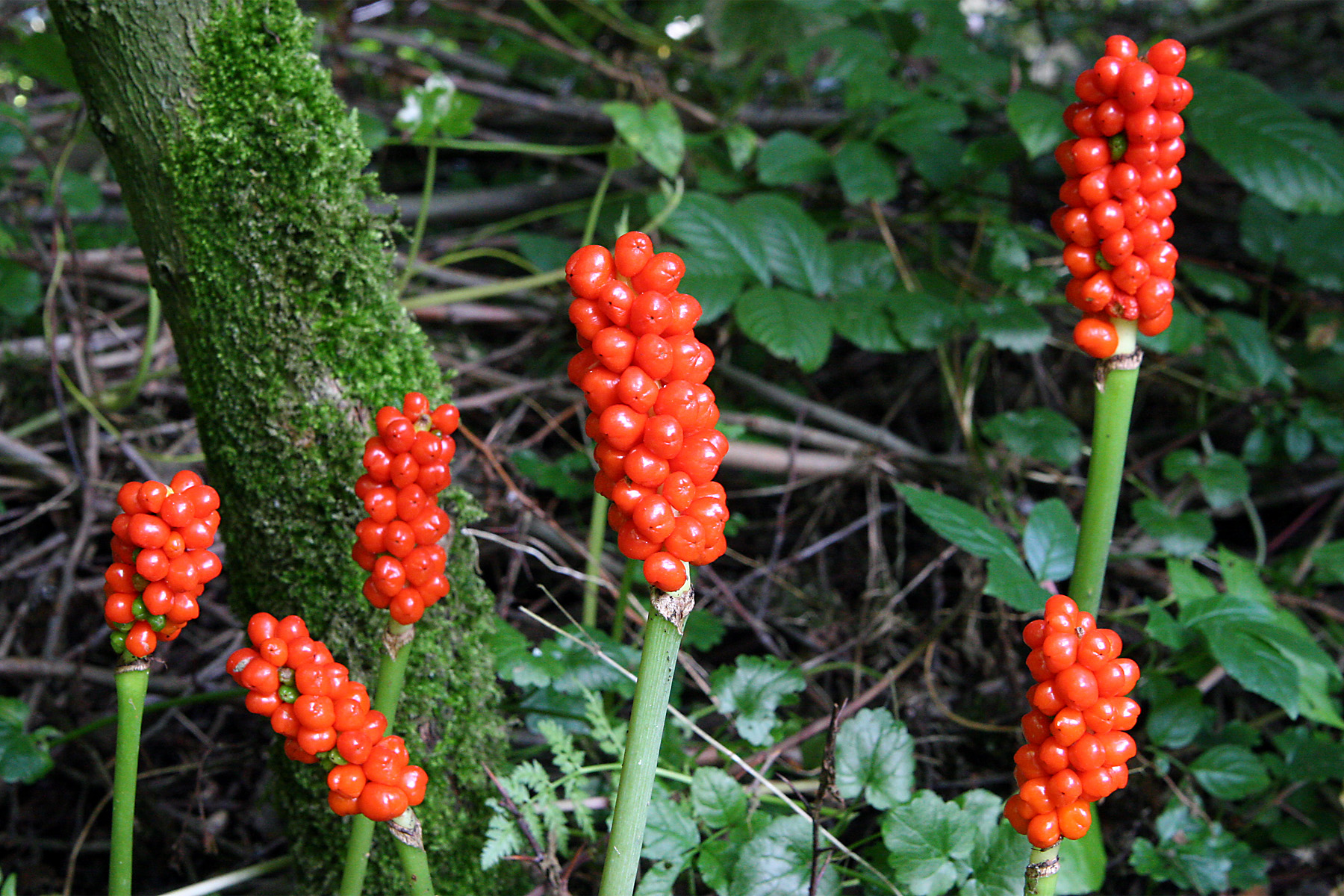
I frutti

I frutti sono delle bacche. Dopo la fecondazione la spata subisce un rapido avvizzimento e così si rendono visibili le bacche carnose di colore scarlatto. Infatti nei boschi è facile incontrare la pannocchia delle bacche isolate e senza altra vegetazione (le foglie) intorno.

## Biologia
- Impollinazione: l'impollinazione è garantita soprattutto da diversi insetti (coleotteri, mosconi e piccole mosche) in quanto pur non essendo piante nettarifere rilasciano comunque diverse sostanze zuccherine (impollinazione entomogama). In queste piante l'autoimpollinazione è evitata in quanto in ogni pianta i fiori femminili maturano prima di quelli maschili[6].
- Riproduzione: la fecondazione avviene tramite l'impollinazione dei fiori (vedi sopra).
- Dispersione: la dispersione dei semi avviene ad opera di uccelli e piccoli mammiferi favorita dal colore delle bacche.

## Distribuzione e habitat

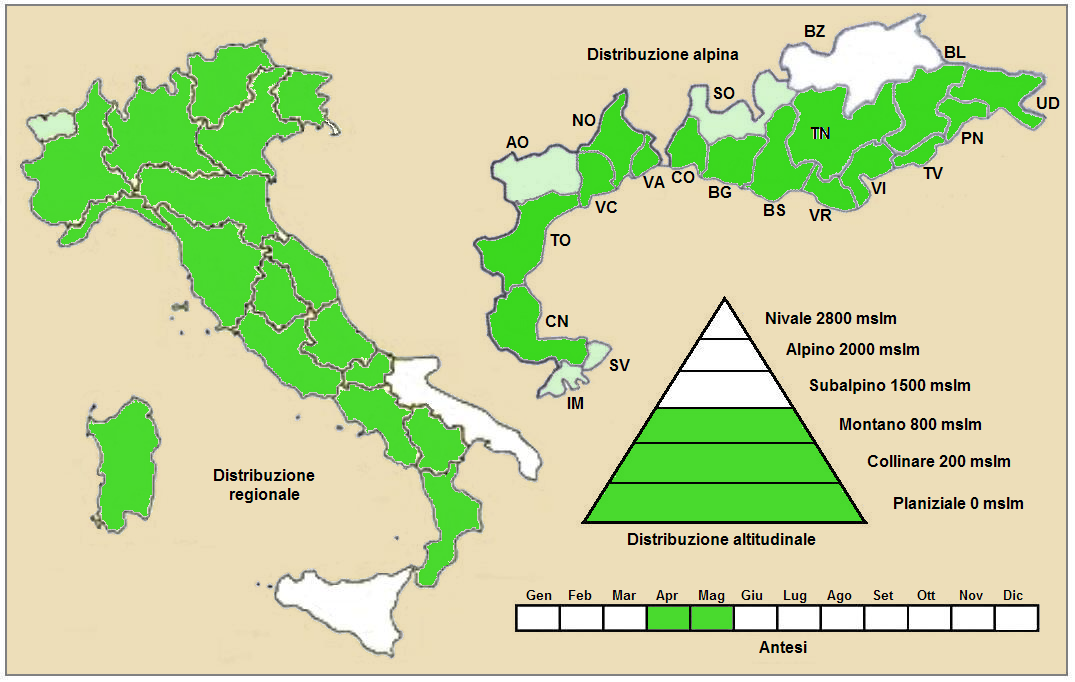
Distribuzione della pianta (Distribuzione regionale – Distribuzione alpina)

- Geoelemento: il tipo corologico (area di origine) è Centro - Europeo.
- Distribuzione: in Italia questa pianta è considerata rara e si trova in tutto il territorio (esclusa la Valle d'Aosta, l'Alto Adige, la Puglia e la Sicilia – a parte qualche varietà). Fuori dall'Italia, nelle Alpi è distribuita in tutte le regioni alpine. Sugli altri rilievi europei si trova nella Foresta Nera, Vosgi, Massiccio del Giura, Massiccio Centrale, Pirenei e Monti Balcani.
- Habitat: l'habitat tipico sono i luoghi ombrosi rupestri ai margini dei boschi (pioppeti, ontaneti, frassineti, faggete, querceti, castagneti, carpineti e betuleti), le rive o le vicinanze ai corsi d'acqua. Il substrato preferito è sia calcareo che siliceo con pH neutro, medi valori nutrizionali del terreno che deve essere umido.
- Distribuzione altitudinale: sui rilievi queste piante si possono trovare fino a 1600 m s.l.m.; frequentano quindi i seguenti piani vegetazionali: collinare e montano.

### Fitosociologia
Dal punto di vista fitosociologico la specie di questa voce appartiene alla seguente comunità vegetale:
Formazione: delle comunità forestali
Classe: Carpino-Fagetea sylvaticae

## Tassonomia
Il genere di questa pianta (Arum L.) comprende 25 specie delle quali cinque appartengono alla flora spontanea italiana.
Il numero cromosomico di A. maculatum è: 2n = 56

### Filogenesi
La famiglia delle Aracee pur essendo abbastanza eterogenea (da un punto di vista morfologico) è considerata monofiletica. All'interno di questa famiglia la specie di questa voce appartiene al subclade (associato al rango tassonomico di sottofamiglia) delle Aroideae Arn. (1832) (comprendente 73 generi oltre al genere Arum). All'interno della sottofamiglia questa specie è assegnata alla tribù delle Areae R. Br. ex Duby (1828).

### Variabilità
Il corredo cromosomico di questa pianta è tetraploide (vedi sopra). Viene considerata quindi una specie polimorfa. La variabilità si evidenzia soprattutto nelle foglie (più o meno larghe o prive del disegno maculato) e nella forma e colorazione della spata (bianca, rosea o verde-gialla).

Le varietà descritte sul territorio italiano sono le seguenti:
- forma nigro-maculatum Fiori: le macchie sulle foglie hanno una forma particolarmente caratteristica; si trova nella zona di Caltanissetta;
- sull'Appennino sono frequenti piante di aspetto intermedio tra A. maculatum e Arum italicum Miller;
- A. nigrum Schott var. apulum Carano: il tubero ha una forma discoidale e lo scapo è più lungo della spata; si trova in Puglia.
- var. immaculatum Rchb.: varietà a foglie senza macchie.

Nell'elenco seguente sono indicate alcune sottospecie, varietà e forme (oltre a quelle presenti in Italia). L'elenco può non essere completo e alcuni nominativi sono considerati da altri autori dei sinonimi della specie principale o anche di altre specie:

Sottospecie:
- subsp. angustatum (Engl.) K. Richt. (1890)
- subsp. besseranum (Schott) Nyman (1879) (sinonimo: Arum orientale M. bieb. subsp. orientale)
- subsp. danicum Prime  (sinonimo: Arum orientale M.Bieb. subsp. danicum (Prime) Prime )

Varietà:
- var. alpinum (Schott & Kotschy) Engl. (1879)
- var. heldreichii (Orph. Boiss ex.) Nyman	(1882)
- var. karpatii Terpó (1971)
- var. malyi (Schott) Nyman (1882)
- var. zelebori (Schott) Nyman (1882)

Forme:
- fo. flavescens (ex Janchen Melzer) Riedl (1979)
- fo. immaculatum (Mutel) Topa (1972)
- fo. parvulum (Borhidi) Terpó (1971)
- fo. spathulatum Terpó (1971)
- fo. tetrelii (Corbiere) Terpó (1971)

### Ibridi
Con la specie Arum cylindraceum'' Gasp. la pianta di questa voce forma il seguente ibrido interspecifico:
- Arum × sooi Terpó (1973)

### Sinonimi
Questa entità ha avuto nel tempo diverse nomenclature. L'elenco che segue indica alcuni tra i sinonimi più frequenti:
- Arisarum maculatum (L.) Raf. 
- Arum idaeum Gand. 
- Arum malyi Schott 
- Arum orientale subsp. amoenum (Engl.) R.R. Mill
- Arum pyrenaeum  Dufour
- Arum trapezuntinum  Schott ex Engl.
- Arum vulgare  Lam.
- Arum zelebori  Schott

### Specie simili
La specie Arum italicum Miller (Gigaro chiaro) è molto simile al “Gigaro scuro"; si differenzia in quanto la lamina delle foglie non è maculata di rosso scuro e raggiunge un'altezza quasi doppia.

## Usi

### Farmacia
La pianta è velenosa; specialmente le bacche (contengono cristalli di ossalato di calcio).

La parte ipogea (il rizoma) di questa pianta contiene amido e alcuni principi tossici (in parte eliminabili con l'essiccazione o la cottura). Altre sostanze contenute: grassi e saponine. La pianta ha in genere un sapore acre di pepe. Nella medicina popolare un preparato, polverizzando i tuberi, veniva usato come antielmintico (elimina svariati tipi di vermi o elminti parassiti) e antireumatico (attenua i dolori dovuti all'infiammazione delle articolazioni).
Altre proprietà medicamentose: diaforetica (agevola la traspirazione cutanea), diuretica (facilita il rilascio dell'urina), espettorante (favorisce l'espulsione delle secrezioni bronchiali), purgante e vermifuga (elimina in particolare i vermi intestinali).

## Altre notizie
- Le bacche di questa pianta sono note con diversi nomi di derivazione popolare come “Dita d'uomo insanguinato” in riferimento al colore dei suoi frutti; oppure riferendosi allo loro velenosità vengono anche chiamate “Cibo di serpente”[2].
- Nell'Europa del nord intorno a queste piante si racconta la seguente leggenda (che potrebbe indicare una possibile etimologia del nome generico). Quando Giosuè arrivò nella terra promessa piantò a terra lo scettro di Aronne (Aaron), che aveva portato con sé; subito il bastone incominciò a germogliare (a riprova della fertilità del territorio) è nacque una pianta di Aro che da quel momento sarebbe rimasta nel ricordo come un simbolo di fertilità[2].
- Questa pianta ha spesso interessato i botanici per la particolarità di trattenere (o catturare) i vari insetti pronubi finché non sia avvenuta la fecondazione degli ovuli. Gli insetti sono attirati dall'odore (nauseabondo in verità) emanato dai fiori e da diverse sostanze zuccherine prodotte nelle zone di estroflessione dell'infiorescenza; ma anche dalla temperatura più elevata o attività “catabolica” (diversi gradi sopra quella ambientale: 5 – 10 °C, fino a 14 °C) prodotta all'interno dalla spata. L'innalzamento della temperatura è causata dalla intensa traspirazione dello spadice[16]. Alcuni ricercatori hanno anche riscontrato una forma “paraboloide dimetrica" per la spata (il fuoco in questa figura geometrica non è un punto ma una linea – l'infiorescenza appunto) in modo da convergere meglio i raggi solari; è da notare inoltre che la spata aperta è sempre rivolta a sud[17].